# Deroplia proxima
Deroplia proxima là một loài bọ cánh cứng trong họ Cerambycidae.